# Senefelderplatz (metrostation)
Senefelderplatz is een station van de metro van Berlijn, gelegen onder de Schönhauser Allee ter hoogte van de Senefelderplatz in het stadsdeel Prenzlauer Berg. Het metrostation kwam in gebruik op 27 juli 1913 en is onderdeel van lijn U2.
In maart 1910 begonnen de werkzaamheden aan de verlenging van de metrolijn door het Berlijnse stadscentrum (de huidige U2) vanaf station Spittelmarkt naar het noorden. Op 1 juli 1913 kwam het traject gereed tot station Alexanderplatz, een aantal weken later volgde het tweede deel van het tracé naar het nieuwe eindpunt Nordring (nu Schönhauser Allee). Langs dit deel van de lijn bouwde men twee ondergrondse stations, Schönhauser Tor (nu Rosa-Luxemburg-Platz) en Senefelderplatz, die beide een vrijwel gelijk ontwerp van architect Alfred Grenander kregen. De huisarchitect van de Hochbahngesellschaft creëerde twee strakke, functionele metrostations en richtte zich daarbij naar de stations op het traject Potsdamer Platz - Spittelmarkt, die hij vijf jaar eerder ontwierp. Grenander paste wederom het concept van de kenkleur toe en hield daarbij dezelfde kleurenvolgorde aan als op het voorgaande traject. Station Senefelderplatz kreeg de kenkleur blauw, die tot uiting kwam op de stalen steunpilaren, de omlijstingen van de reclameborden en de ovale stationsnaamborden en de kiosken op het perron. De wanden werden bekleed met lichtgrijze tegels. Aangezien het metrostation vlak onder het straatniveau gelegen is, was er geen ruimte voor een tussenverdieping. Aan beide uiteinden van het eilandperron werd daarom een klein voorportaal gecreëerd van waaruit een trap naar de middenberm van de Schönhauser Allee en de Senefelderplatz leidt. Aan de noordzijde van het metrostation zijn grote ijzeren deuren in de wand te zien. Hierachter bevindt zich een elektrisch onderstation.

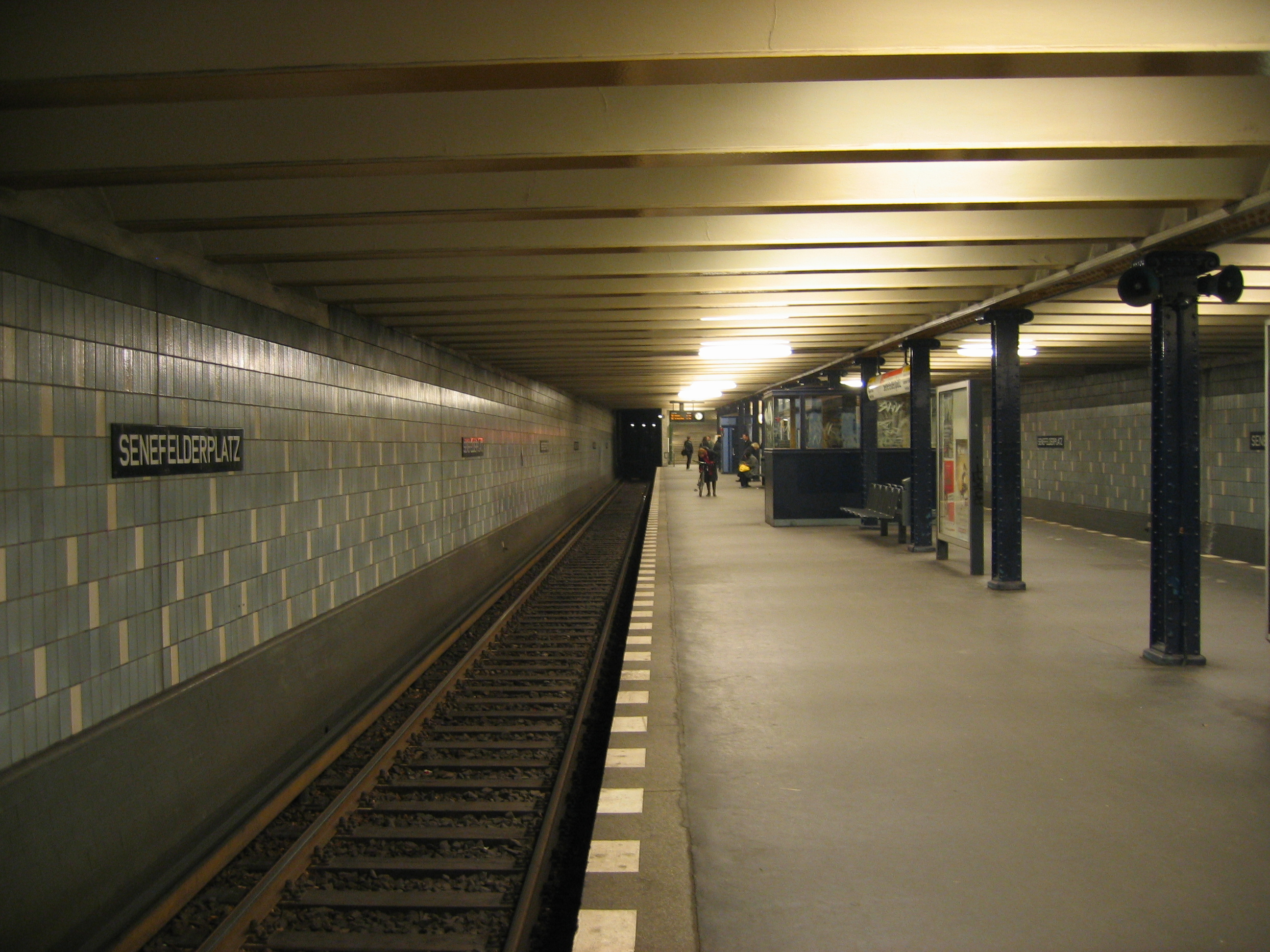
Perron

In de zeventiger jaren stak men de metrostations op het centrale deel van lijn A (de huidige U2) in een nieuw jasje. De wanden van station Senefelderplatz werden bekleed met de verticaal geplaatste blauwgrijze en beige tegels die er nog altijd te vinden zijn.
Ongeveer 500 meter ten noorden van station Senefelderplatz vervolgt de metrolijn zijn route over een viaduct. Het station maakt reeds deel uit van de helling, waardoor het dak licht stijgt; dit is onder andere te zien aan het verspringen van de tegelrijen op de wanden.
Nog altijd wacht het bijna honderd jaar oude metrostation, dat de monumentenstatus geniet, op een grondige restauratie. Een aantal stations op het centrale deel van de U2 werd reeds eerder in hun oorspronkelijke staat teruggebracht. In april 2010 werd station Senefelderplatz wel voorzien van een lift, die zich bij de noordelijke uitgang bevindt.